# Fabián Nsue
Fabián Nsue Nguema ist ein Rechtsanwalt für Menschenrechte in Äquatorialguinea. Er ist Mitglied der Oppositionspartei Unión Popular de Guinea Ecuatorial, welche gegenüber dem Regime von Teodoro Obiang Nguema schon öfter gegen Menschenrechtsverletzungen geklagt hat. Nguema hat mehrfach politische Gefangene verteidigt.

## Leben

### Putschversuch 2004
Nsue vertrat eine Gruppe Personen, welche im März 2004 angeblich in einen Putschversuch involviert gewesen war, Die Angeklagten erklärten, dass keinerlei Absicht zu einem Putsch bestanden habe, und, dass die Anklage eine Inszenierung der Regierung von Nguema gewesen sei. Ein Beobachter der International Bar Association berichtete, dass der Prozess nicht den internationalen Standards für faire Verfahren entsprach. Das Tribunal ignorierte die Foltervorwürfe der Angeklagten. Die Regierung informierte die Angeklagten vor der Verhandlung nicht über die gegen sie erhobenen Vorwürfe und verweigerte ihnen bis drei Tage vor Beginn der Verhandlung einen Rechtsbeistand. Die einzigen Beweise, die die Staatsanwaltschaft zur Untermauerung ihrer Anschuldigungen vorlegte, waren Aussagen der Angeklagten unter Zwang. Nsues Antrag, die acht in dem Fall verurteilten Angeklagten zu besuchen, wurde im April 2005 vom Obersten Gerichtshof (Tribunal Supremo) abgelehnt.
Im Jahr 2005 wurde er und ein Kollege seiner Anwaltskanzlei von der Anwaltskammer Äquatorialguineas für ein Jahr ausgeschlossen, weil ihnen nicht näher bezeichnete Fehlverhalten vorgeworfen wurden. Dies geschah als Folge von Nsues Verteidigung der wegen des Putschversuchs von 2004 Angeklagten. Die Anwaltskammer informierte Nsue nicht im Voraus über die gegen ihn erhobenen Anklagen und gab ihm auch nicht die Möglichkeit, sich gegen die Anschuldigungen zu verteidigen. Die International Bar Association bezeichnete den Ausschluss als „rein politisch“ („puramente política“) und beschrieb die Entscheidung der Anwaltskammer als „angeblich in Zusammenarbeit mit der Regierung getroffen“ („presuntamente [hecha] en conjunto con el Gobierno“). IBA-Geschäftsführer Mark Ellis sagte, der Ausschluss „und die Art und Weise, wie die Anwaltskammer in Äquatorialguinea damit umgegangen ist, sehr besorgniserregend. Diese Einschüchterungsmethode bedeutet, dass Anwälte zögern werden, Fälle politisch anzugehen, aus Angst mit den Klienten in Haftung genommen zu werden. Die Rechtspflege in Äquatorialguinea macht der IBA große Sorgen.“
Nsue vertrat auch Simon Mann, einen südafrikanischen Söldner der 2008 inhaftiert wurde aufgrund von Anschuldigungen der Verschwörung im Jahr 2004 gegen Präsident Obiang.

### Weitere Verteidigungen
Nsue verteidigte Weja Chicampo, einen ehemaligen politischen Gefangenen und Gründer der geheimen Bewegung Movimiento para la Autodeterminación de la Isla de Bioko (MAIB, Bewegung zur Selbstbestimmung der Insel Bioko); außerdem vier Mitglieder seiner eigenen Partei, der Unión Popular, die angeklagt wurden, im Februar 2009 den Präsidentenpalast angegriffen zu haben.
Im Februar 2018 war er einer der Verteidiger im Prozess gegen 146 Mitglieder der Oppositionspartei Ciudadanos por la Innovación (CI), denen vorgeworfen wurde, im Dezember 2017 einen Staatsstreich gegen Obiang geplant zu haben.

## Inhaftierungen

### Inhaftierung 2002
Im April 2002 wurde er laut Amnesty International verhaftet, weil er eine Gruppe politischer Gefangener verteidigen wollte, die Amnesty International später als Gefangene des Gewissens einstufte. Im Juli 2002 wurde er wegen Verleumdung von Präsident Obiang angeklagt und zu einem Jahr Gefängnis verurteilt. Er war fünf Monate lang im Prisión Playa Negra in Malabo eingesperrt. Im Gefängnis wurde Nsue gefoltert. Amnesty International bezeichnete ihn als Gefangenen des Gewissens.

### Inhaftierung 2012
Augustín Esono Ngoso, ein Klient von Nsue, wurde am oder um den 16. Oktober 2012 verhaftet, angeblich wegen seiner angeblichen Verbindungen zur NGO Transparency International, die Korruptionsvorwürfe gegen Obiang und seinen Sohn Teodorín Nguema Obiang untersucht hatte. Nsue versuchte sofort, die Erlaubnis zu bekommen, Esono zu sehen. Am 22. Oktober teilte Polizeikommissar Liborio Mba Nsue mit, er könne Esono im Prisión Playa Negra besuchen. Gegen Mittag ging Nsue zum Gefängnis, erhielt jedoch keinen sofortigen Zugang zu seinem Mandanten. Tagsüber hatte er telefonischen Kontakt mit seiner Frau, doch in der Nacht kehrte er nicht nach Hause zurück, und am nächsten Tag kontaktierte seine Frau das Untersuchungsgericht und ging ins Gefängnis, wo sie abgewiesen und ihr mitgeteilt wurde, dass ihr Mann nicht da sei, obwohl sein Auto noch auf dem Parkplatz stand.
„Das Verschwinden von Fabian Nsue während seines Gefängnisbesuchs gibt Anlass zu großer Sorge“, sagte Daniel Bekele, der Afrika-Direktor von Human Rights Watch. „Die Regierung muss die Situation dringend untersuchen, feststellen, ob er unter Verstoß gegen nationale und internationale Gesetze geheim festgehalten wird, und seinen Aufenthaltsort öffentlich klären.“
„Nsues Karriere als Anwalt war dem Kampf gegen Ungerechtigkeit und der Aufrechterhaltung des Gesetzes gewidmet, auch angesichts harter Repression durch die Regierung“, sagte Tutu Alicante, der Geschäftsführer von EG Justice, einer in den USA ansässigen NGO, die sich für Menschenrechte in Äquatorialguinea einsetzt. „Die Behörden müssen seine Rechte uneingeschränkt respektieren und unverzüglich seinen Aufenthaltsort klären.“
Tatsächlich wurde Nsue im Gefängnis eingesperrt und dort ohne Bett und Toilette festgehalten, auch wenn er nicht gefoltert wurde. Am 24. Oktober wurde seine Frau darüber informiert, durfte ihn jedoch nicht sehen. Im Prisión Playa Negra wurde Nsue mitgeteilt, dass Esono ihn in „einen Versuch, das Land zu destabilisieren“ („un intento de desestabilizar el país“) verwickelt habe. Zu dieser Behauptung wurden keine näheren Angaben gemacht.
Am 25. Oktober wurden Nsue und andere Häftlinge in die Comisaría Central (Zentrale Polizeistation) in Malabo verlegt, wo er zusammen mit vielen anderen Häftlingen in einer großen Zelle festgehalten wurde, wo sie sich frei bewegen konnten. Seine Frau durfte ihn täglich besuchen und ihm Essen bringen.
Nsue ertrug neun Tage Einzelhaft in einer dunklen Zelle. Er und drei weitere Häftlinge wurden in der Nacht des 30. Oktober ohne Anklageerhebung freigelassen. Er wurde im Beisein des US-Botschafters freigelassen, der sich für seine Freilassung eingesetzt hatte. Esono Nsogo blieb im Gefängnis.

## Kommentare zu den Menschenrechten in Äquatorialguinea
Nsue sagte im Jahr 2008 gegenüber Voice of America, dass Äquatorialguinea „ein krimineller Staat ist, der hauptsächlich von gierigen Analphabeten geführt wird“ und dass „ich glaube, obwohl dem Menschenrechtsproblem in Äquatorialguinea internationale Aufmerksamkeit geschenkt wurde,  dass sich die Situation verschlimmert.“ Er prangerte wöchentliche willkürliche Festnahmen, unbefristete Inhaftierungen ohne Gerichtsverfahren und Dutzende politische Inhaftierungen an; Er beklagte, dass die Richter nicht über eine angemessene Ausbildung oder Unabhängigkeit verfügten und dass die Behörden mutmaßliche Putschversuche nutzten, um Grundfreiheiten zu beenden.